# Stola

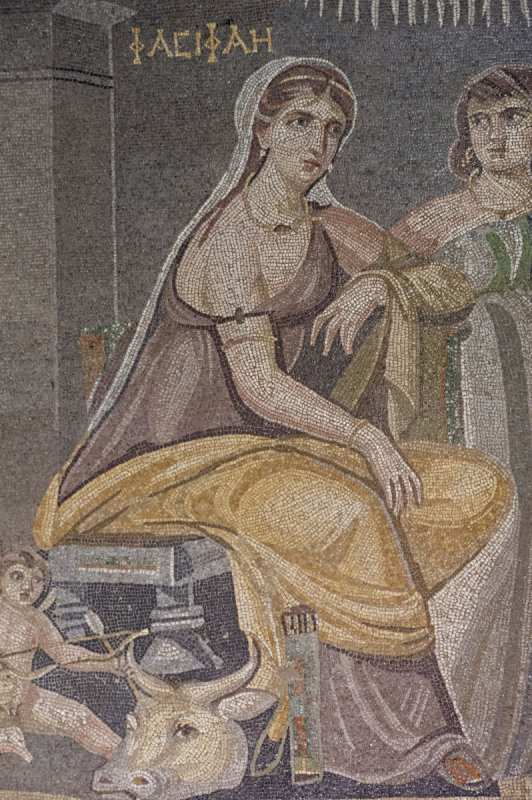
Mosaic Romà que representa a la deessa grega Pasífae, vestint una estola i Palla. Mosaic Romà D'Zeugma, Turquia.

La stola era la vestimenta característica de les dones en l'Antiga Roma, corresponent a la toga que vestien els homes.
L'estola era un vestit prisat i llarg fins als peus, que es portava a sobre d'una túnica interior (túnica íntima). Generalment, tenia mànigues, encara que ocasionalment se sostenia amb tirants. També podia ser que les mànigues pertanyessin a la túnica.

## Descripció
Anava adornada generalment amb tires brodades de dibuixos i colors variats, que podien estar fins i tot recobertes amb fil d'or, plata i fins perles en els casos més luxosos. A diferència de la toga, podia ser de llana, lli, seda (les més luxoses) o cotó, de colors variats i de tela més o menys lleugera.
L'estola se cenyia, segons la moda i el gust de qui la portava, bé sota el pit o bé a la cintura, amb les mateixes tires que l'adornaven, o amb cinturons també brodats o guarnits. La variació i el gust personal residien tant en els ornaments com en la col·locació adequada dels plecs amb el cenyidor.
Era el vestit propi de les dones casades o llevadores respectables, que l'adoptaven en contraure matrimoni. No estava restringida formalment als ciutadans romans, com la toga. No obstant això, en certes èpoques va existir la prohibició d'usar-(i la imposició d'usar la toga al seu lloc) com a càstig a les dones divorciades per adulteri.
En l'època primitiva de Roma la toga, o la versió més rudimentària d'aquesta, va ser emprada tant per homes com per dones. No obstant això, ja en època primerenca, i possiblement per influència del khiton grec, les dones la van substituir per l'estola, portada amb la túnica interior sota, i sovint amb la palla per sobre (un mantell o xal que podia embolicar el cos passant sobre una espatlla o sobre els dos, i fer-se servir de vegades com caputxa), i l'ús de la toga per les dones va quedar associat a la prostitució o, com s'ha explicat, al càstig públic per adulteri.
L'estola es va seguir fent servir en l'Imperi Romà oriental durant l'època romana d'Orient.
També es va denominar així certa classe de vestit de cerimònia utilitzada entre els antics medes i perses.